# Красная Горка (Пинежский район)
Кра́сная Го́рка — деревня в Пинежском районе Архангельской области. Входит в состав муниципального образования «Пинежское». Расположена на берегу реки Пинеги, в 15 км от посёлка Пинега.

## Население
| 2002 | 2010 | 2012 |
| ---- | ---- | ---- |
| 48   | ↘30  | ↗62  |

Население деревни, по данным Всероссийской переписи населения 2010 года, составляет 30 человек. В 2009 году числилось 72 человека.

## Инфраструктура
Деревня электрифицирована, но не имеет водопровода. Покрывается сигналом МТС, Билайна, Мегафона и Теле2. Раньше здесь находились дом престарелых и интернат для умственно отсталых детей. На территории села расположен разрушенный Красногорский Богородицкий монастырь (один из куполов упал в 1975 году от удара молнией) и музей.

## Транспорт
Сейчас добраться до Архангельска (≈220 км) на частном перевозчике можно за 850 рублей; до 1993 года существовало регулярное авиасообщение.